# جورج أ. بارتليت
جورج أ. بارتليت هو قاضي ومحامي وسياسي أمريكي، ولد في 30 نوفمبر 1869 في سان فرانسيسكو في الولايات المتحدة، وتوفي في 1 يونيو 1951 في رينو في الولايات المتحدة. نشط حزبياً في الحزب الديمقراطي. وقد انتخب عضو مجلس النواب الأمريكي ‏.